# Casa Valls (Cardedeu)
La Casa Valls és una obra de Cardedeu (Vallès Oriental) inclosa a l'Inventari del Patrimoni Arquitectònic de Catalunya.

## Descripció
Casa entre mitgeres amb façana plana i obertures d'arc pla. La porta d'entrada és d'arc pla, amb brancals de diferents mides. Té una gran llinda plana amb la inscripció "17 JHS 24". Té planta baixa i dos pisos. La coberta és a dues vessants.
L'interior està en estat ruïnós. El material emprat en la construcció és pedra i maó arrebossat. La façana gaudeix d'una certa simetria, hi ha un portal i balcó central amb finestres iguals a cada costat.

## Història
El carrer Teresa Oller es deia carrer d'Amunt en el segle xviii i diu Balvey que aquest continuà creixent al llarg d'aquell segle. Dona com a exemple la casa descrita, que li diu d'en Ramon Valls a Bota, datada l'any 1724. El carrer va arribar a la fi del segle xviii fins a la placeta del davant de l'Hospital Civil. L'expansió agrícola, demogràfica i industrial del segle xviii hi va contribuir.
Posteriorment deshabitada i en molt mal estat.